# Woiwodschaft Piotrków
Die Woiwodschaft Piotrków (deutsch: Petrikau) war in den Jahren 1975 bis 1998 eine polnische Verwaltungseinheit, die im Zuge einer Verwaltungsreform in der heutigen Woiwodschaft Łódź aufging. Ihre Hauptstadt war Piotrków Trybunalski.
Bedeutende Städte waren (Einwohnerzahlen von 1995):
- Piotrków Trybunalski (81.100)
- Tomaszów Mazowiecki (70.000)
- Bełchatów (59.900)
- Radomsko (51.100)